# Néstor Martinena
Néstor Gabriel Martinena (Necochea, Provincia de Buenos Aires, Argentina, 22 de enero de 1987) es un futbolista argentino. Juega como delantero centro.

## Trayectoria
Debutó en primera división jugando para el Club de Gimnasia y Esgrima La Plata el día 11 de mayo de 2008, frente a River Plate, entrando desde el banco de suplentes a los 31 minutos del segundo tiempo. En el partido del día 24 de mayo, el joven futbolista anota su primer gol en la primera división del fútbol argentino al equipo Racing Club. El 1 de junio, en su tercer partido oficial le toca ingresar a los 43 minutos del segundo tiempo y marcar el gol que le da el triunfo a su equipo y contra Club Atlético Vélez Sarsfield.
A mediados del 2010 fue transferido al Fútbol Europeo más precisamente en el Dinamo Tirana de Albania en donde convirtió 13 goles, 5 en partidos oficiales y 8 en amistosos contra distintos clubes de Europa. Jugó allí una temporada. 
En el 2011 llega al Club Social y Deportivo Defensa y Justicia en donde convirtió 5 goles en la temporada 2011-2012 de la B Nacional. A pesar de que jugó poco, varios clubes de la Primera B y de la Primera B Nacional, quisieron ficharlo para tenetlo en el futuro. Finalmente, a mediados de 2012, terminó fichando para el Club Atlético Platense de la Primera B Metropolitana, del cual rescindió contrato de común acuerdo con dicha institución, al no tener la continuidad necesaria. En el 2013, fichó por el Cobresal de la Primera División de Chile, equipo que viene que retener su puesto, en la máxima categoría del fútbol chileno por la Liguilla de Promoción, tras derrotar al sorprendente Barnechea de la Primera B del mismo país.
En 2013 Boca Unidos de Corrientes lo ficha para la temporada 2013/2014.

## Clubes
| Club                        | País      | Año       | PJ | Goles |
| --------------------------- | --------- | --------- | -- | ----- |
| Gimnasia y Esgrima La Plata | Argentina | 2007-2010 | 21 | 3     |
| Dinamo Tirana               | Albania   | 2010-2011 | 36 | 7     |
| Defensa y Justicia          | Argentina | 2011-2012 | 27 | 5     |
| Platense                    | Argentina | 2012      | 13 | 0     |
| Cobresal                    | Chile     | 2013      | 7  | 3     |
| Gimnasia y Esgrima de Jujuy | Argentina | 2013-2014 | 36 | 3     |
| Boca Unidos de Corrientes   | Argentina | 2014-2015 | 29 | 3     |
| Brown de Adrogué            | Argentina | 2016      | 6  | 0     |
| Fuerza Amarilla             | Ecuador   | 2017      | 18 | 1     |
| C. S. Desamparados          | Argentina | 2018      | 20 | 1     |
| F. C. Kasma                 | Albania   | 2018-2019 | 23 | 1     |
| Círculo Deportivo           | Argentina | 2019      | 6  | 0     |
| Unidos de Olmos             | Argentina | 2020      | 1  | 0     |